# Sascha Maassen
Pour les articles homonymes, voir Maassen.
Sascha Maassen est un pilote automobile allemand né le 28 septembre 1969.

## Carrière
En 2000, il remporte plusieurs courses du championnat American Le Mans Series dans la catégorie GT, dont celle de Charlotte, et celle de Portland.
En 2010, Sascha interprète le rôle de pilote de course dans le film documentaire Daytona Dream, au sein d'une écurie composée de : Christophe Bouchut, Sébastien Bourdais, Emmanuel Collard, Ryan Hunter-Reay, Lucas Luhr, Scott Tucker, Richard Westbrook et David Stone.

## Palmarès
- 1989 : 3e de la Formule Ford 1600 européenne.

- 1990 :
  - Vice-champion de la Formule Ford 1600 européenne ;
  - Vice-champion de la Formule Ford 1600 allemande ;
  - Vice-champion de la Formule Ford 1600 Benelux.

- 1992 : 3e du Championnat d'Allemagne de Formule 3 ;
- 1993 : 3e du Championnat d'Allemagne de Formule 3 ;
- 1994 : Vainqueur du Grand Prix de Macao de Formule 3 ;
- 2000 : 2e des 24 heures du Mans (Catégorie GT) ;
- 2001 : 3e du championnat American Le Mans Series ;
- 2002 : 2e des 24 heures du Mans (Catégorie GT) ;
- 2003 : Vainqueur des 24 heures du Mans (Catégorie GT).

- 2004 :
  - Champion FIA GT catégorie NGT ;
  - Vainqueur des 24 heures du Mans (Catégorie GT).

- 2006 : Champion American Le Mans Series 2006 (catégorie LMP2) ;
- 2007 : 2e du championnat American Le Mans Series (catégorie LMP2).